# Disolvente

Moléculas de agua (disolvente polar) solvatando un ion de sodio.

Un disolvente o solvente es una sustancia química que disuelve al soluto (un 
sólido, líquido o gas químicamente diferente), resultando en una disolución; normalmente el solvente es el componente de una disolución presente en mayor cantidad.
Los disolventes forman parte de múltiples aplicaciones: adhesivos, componentes en las pinturas, productos farmacéuticos, para la elaboración de materiales sintéticos, etc.
Las moléculas de disolvente ejercen su acción al interaccionar con las de soluto y rodearlas. Se conoce como solvatación. Solutos polares serán disueltos por disolventes polares al establecerse interacciones electrostáticas entre los dipolos. Los disolventes apolares disuelven las sustancias apolares por interacciones entre dipolos inducidos.
El agua es habitualmente denominada el disolvente universal por la gran cantidad de sustancias sobre las que puede actuar como disolvente.

## Clasificación de los disolventes
- Disolventes polares: Son sustancias en cuyas moléculas la distribución de la nube electrónica es asimétrica; por lo tanto, la molécula presenta un polo positivo y otro negativo separados por una cierta distancia. Hay un dipolo permanente. El ejemplo clásico de solvente polar es el agua. Los alcoholes de baja masa molecular también pertenecen a este tipo. Los disolventes polares se pueden subdividir en:
  - Disolventes polares próticos: contienen un enlace del tipo O-H o del N-H.[2] El agua (H-O-H), el etanol (CH3-CH2-OH) y el ácido acético (CH3-C(=O)OH) son disolventes polares próticos.
  - Disolventes polares apróticos: son disolventes polares que no tiene enlaces O-H o N-H. Este tipo de disolvente no da ni aceptan protones. La acetona (CH3-C(=O)-CH3), el acetonitrilo, la dimetilformamida o el THF (Tetrahidrofurano) son disolventes polares apróticos.
- Disolventes apolares: En general son sustancias de tipo orgánico y en cuyas moléculas la distribución de la nube electrónica es simétrica; por lo tanto, estas sustancias carecen de polo positivo y negativo en sus moléculas. No pueden considerarse dipolos permanentes. Esto no implica que algunos de sus enlaces sean polares. Todo dependerá de la geometría de sus moléculas. Si los momentos dipolares individuales de sus enlaces están compensados, la molécula será, en conjunto, apolar. Algunos disolventes de este tipo son: el éter etílico, benceno, tolueno, xileno, cetonas, hexano, ciclohexano, tetracloruro de carbono es el que disuelve o va a disolver. El cloroformo por su parte posee un momento dipolar considerable debido a que al poseer tres cloros en su molécula de carácter electronegativo, hace que el carbono adquiera una carga parcial negativa y el Hidrógeno una carga parcial positiva, lo que le da cierta polaridad. Un caso especial lo constituyen los líquidos fluorosos, que se comportan como disolventes más apolares que los disolventes orgánicos convencionales.

## Disolventes orgánicos
Los disolventes más utilizados actualmente son los disolventes orgánicos, que son compuestos orgánicos volátiles que se utilizan solos o en combinación con otros agentes, sin sufrir ningún cambio químico, para disolver materias primas, productos o materiales residuales, o se utilice como agente de limpieza para disolver la suciedad, o como disolvente, o como medio de dispersión, o como modificador de la viscosidad, o como agente tenso-activo. El uso de estos disolventes libera a la atmósfera compuestos orgánicos volátiles (COV), que tienen algunos problemas importantes para el entorno. Algunos COV causan la degradación de la capa de ozono como es el caso del 1,1,1-tricloroetano, tetracloruro de carbono, CFC, HCFC. Entre los disolventes orgánicos más destacados podemos encontrar metanol, etanol, acetona, cloroformo, tolueno o el xileno, entre otros.
El carácter volátil de los disolventes orgánicos hace que estos se evaporen rápidamente en el aire, alcanzando concentraciones importantes en espacios confinados. Los riesgos mayores para el ser humano se producen por la absorción de estos a través de la piel y por inhalación. El contacto directo con la piel permite que el disolvente pase a la sangre, causando efectos inmediatos y a más largo plazo
Para reducir el impacto medioambiental de los actuales disolventes orgánicos existen una serie de sustancias que se pueden usar como alternativas, siendo los llamados disolventes alternativos o nuevos disolventes, pertenecientes a la rama de la química verde, en la que se pueden englobar los siguientes principios:
- El diseño de procesos que incorporen al máximo en el producto final todos los materiales usados durante el proceso, minimizando la obtención de subproductos.
- El uso de sustancias químicas seguras y respetuosas con el medio ambiente como son los disolventes reactivos, etc.
- El diseño de procesos enérgicamente eficientes.
- Clases de disolventes alternativos:
  - Disolventes reactivos: Son disolventes con baja volatilidad relativa, y tienen la capacidad de reaccionar con otros componentes, evaporándose al medioambiente (no constituyen COV).
  - Disolventes benignos: Son aquellos disolventes ambientalmente respetuosos. En este grupo se hallan los disolventes libres de compuestos clorados, con baja toxicidad y baja reactividad incremental máxima, comparados con los disolventes convencionales.
  - Disolventes neotéricos: Como su propio nombre indica, del término neo significa moderno, contemporáneo, reciente. Son una serie de disolventes que presentan una menor toxicidad, son más seguros y menos contaminantes que los disolventes convencionales. Entre ellos se incluyen tanto nuevos fluidos con propiedades ajustables, como compuestos poco usados como disolventes en la actualidad, pero que están siendo investigados por sus usos potenciales como disolventes, ya que permitirían una mayor sostenibilidad en futuras aplicaciones. Este es el caso del dióxido de carbono supercrítico (scCO2), y el líquido iónico a temperatura ambiente.

## Clasificación de los disolventes neotéricos
- Líquido fluoroso
- Líquido iónico
- Fluido supercrítico
- Agua

### El agua empleada como disolvente
El agua, denominada como el disolvente universal, es la mejor elección como disolvente, desde un punto de vista medioambiental, ya que no es ni inflamable, ni tóxica. Aunque presenta el inconveniente de tener una baja solubilidad con las resinas.
El elevado momento dipolar del agua y su facilidad para formar puentes de hidrógeno hacen que el agua sea un excelente disolvente. Un ion es soluble en agua si puede interactuar con las moléculas de la misma mediante puentes de hidrógeno o interacciones del tipo ion-dipolo. Solubilidad de iones en agua con aniones que tengan átomos de oxígeno, pueden formar puentes de hidrógeno, dado que el oxígeno actúa como aceptor de los mismos.
Además, hay que tener en cuenta la atracción del anión sobre el dipolo del agua. Lo mismo ocurre con Cl- o F-, que tienen pares de electrones solitarios y que pueden actuar como aceptores de puentes de hidrógeno. Por su parte, los cationes como el Na+, el K+, el Ca++ o el Mg++ se rodean de moléculas de agua a las que unen mediante interacciones del tipo ion-dipolo; los átomos de oxígeno se orientan hacia el catión.
Conforme aumenta la temperatura y la presión, las propiedades del agua varían. Por ejemplo, la constante dieléctrica disminuye y se hace más similar a la de los disolventes orgánicos, empeorando la solubilización de sustancias iónicas. A alta temperatura y presión disuelve compuestos orgánicos, transcurriendo los procesos en fase homogénea y con ello se facilita la separación del soluto (por enfriamiento), siendo capaz de eliminar residuos.

### Líquido fluoroso
El término fluoroso fue introducido por István T. Horvát en la década de 1990 por su analogía con los medios acuosos. Son compuestos orgánicos en los que se han sustituido los enlaces carbono-hidrógeno por carbono-flúor y que se encuentra en estado líquido en condiciones normales.
- Son químicamente inertes, por lo que se evita la obtención de subproductos.
- Son térmicamente estables, por lo que se pueden usar a altas temperaturas sin peligro.
- No son inflamables ni tóxicos, por lo que se evita los riesgos de incendios o explosiones.
- Se pueden mezclar con muchos disolventes orgánicos y con el agua, lo que facilita el uso de sistemas bifásicos.
- Poseen un amplio intervalo de puntos de ebullición. (de 50 a 220 °C).

### Líquido iónico
Son compuestos que presentan características de sales con su punto de temperatura de fusión por debajo de los 100 °C.
Compuestos por un catión orgánico siendo uno de los más comunes el tetraalquilamonio, y un aniónpoliatómico como puede ser el hexafluorofosfato.
Los líquidos iónicos pueden ser constituidos por un gran número de aniones y cationes con lo que sus propiedades varían de unos a otros.
En cuanto a la utilización de un líquido iónico como disolvente alternativo, reseñar que presenta una escasa volatilidad, debido a su presión de vapor prácticamente nula. También presenta una excelente estabilidad química y térmica, pudiéndose emplear a elevadas temperaturas, y una gran solvatación con otras muchas sustancias. En contra partida decir que su coste de obtención es elevado.

### Fluido supercrítico
Por su importancia como disolvente alternativo cabe destacar el fluido supercrítico, que es aquel que se encuentra por encima de su presión y de su temperatura crítica. En este estado, la línea de separación de fases líquido-gas se interrumpe. Esto implica la formación de una sola fase, en la que el fluido tiene propiedades intermedias entre las de un líquido y las de un gas, por lo que mientras se mantiene una gran difusividad propia de los gases, se consigue una alta densidad cercana a la de los líquidos.
Considerados como inertes y no tóxicos, siendo su coste barato y pudiendo variar sus propiedades con cambios de presión.
La propiedad más característica de los fluidos supercríticos es el amplio rango de altas densidades que pueden adoptar dependiendo de las condiciones de presión o de temperatura, a diferencia de los líquidos que son prácticamente incompresibles, y de los gases que poseen densidades siempre muy bajas.

## Aplicaciones
- En la producción de principios activos farmacéuticos.
- En la producción de biodiésel y utilización de subproductos.
- En la producción de protectores de cosechas.
- En barnices y pinturas, etc.
- En la extracción de aceites.

## Ventajas
Los disolventes neotéricos se pueden obtener a partir de materias primas renovables, siendo una alternativas a los disolventes derivados del petróleo, siendo un ejemplo de ellos los procedentes de la biomasa.
La mayoría de estos disolventes presentan una baja toxicidad, baja volatilidad, no son corrosivos, ni cancerígenos. Además muchos de ellos se obtienen a partir de residuos vegetales, lo que les hace económicamente competitivos.

## Disolvente sostenible
Un disolvente sostenible es aquel que es inocuo para el medio ambiente.

## Conclusiones sobre los disolventes neotéricos
Los disolventes neotéricos o alternativos son compuestos con los que se pretende sustituir a los ya conocidos como disolventes convencionales en su uso industrial, por su importancia en la protección medioambiental, debido a su posibilidad de reutilización, reciclado y su baja o nula toxicidad.
La Unión Europea estima que emite cada año alrededor de 10 millones de toneladas de compuestos orgánicos volátiles procedentes de los carburantes y disolventes. En marzo de 1999 se aprobó la Directiva (99/13) relativa a la “limitación de las emisiones de compuestos orgánicos volátiles debidas al uso de disolventes orgánicos en determinadas actividades e instalaciones”. En esta directiva se prevé reducir en dos tercios el uso de compuestos orgánicos volátiles liberados en la atmósfera por el uso de disolventes industriales. Una forma de reducir este uso de compuestos es el empleo de los disolventes neotéricos.
La importancia del desarrollo de estos disolventes radica primordialmente en su coste, puesto que al ser económicamente rentables, hace viable su implementación en los procesos industriales.

## Seguridad

### Incendio
La mayoría de los disolventes orgánicos son inflamables o altamente inflamables, dependiendo de su volatilidad. Las excepciones son algunos disolventes clorados como el diclorometano y el cloroformo. Las mezclas de vapores de disolventes y aire pueden explotar. Los vapores de los disolventes son más pesados que el aire; se hunden en el fondo y pueden recorrer grandes distancias casi sin diluirse. Los vapores de los disolventes también pueden encontrarse en bidones y latas supuestamente vacíos, lo que supone un peligro de incendio repentino; por ello, los recipientes vacíos de disolventes volátiles deben almacenarse abiertos y boca abajo.
Tanto el éter dietílico como el disulfuro de carbono tienen una temperatura de autoignición excepcionalmente baja, lo que aumenta en gran medida el riesgo de incendio asociado a estos disolventes. La temperatura de autoignición del disulfuro de carbono es inferior a los 100 °C (212 °F), por lo que objetos como las tuberías de vapor, las bombillas, las placas calientes y los mecheros bunsen recién apagados son capaces de encender sus vapores.
Además, algunos disolventes, como el metanol, pueden arder con una llama muy caliente que puede ser casi invisible en algunas condiciones de iluminación. Esto puede retrasar o impedir el reconocimiento oportuno de un incendio peligroso, hasta que las llamas se propaguen a otros materiales.

### Formación de peróxido explosivo
Los éteres como el éter dietílico y el tetrahidrofurano (THF) pueden formar peróxidos orgánicos altamente explosivos al exponerse al oxígeno y a la luz. Normalmente, el THF es más propenso a formar estos peróxidos que el éter dietílico. Uno de los disolventes más susceptibles es el diisopropil éter, pero todos los éteres se consideran fuentes potenciales de peróxidos.
El heteroátomo (oxígeno) estabiliza la formación de un radical libre que se forma por la abstracción de un átomo de hidrógeno por parte de otro radical libre. El radical libre centrado en el carbono así formado es capaz de reaccionar con una molécula de oxígeno para formar un compuesto de peróxido. El proceso de formación de peróxido se acelera enormemente con la exposición incluso a niveles bajos de luz, pero puede proceder lentamente incluso en condiciones de oscuridad.
A menos que se utilice un desecante que pueda destruir los peróxidos, éstos se concentrarán durante la destilación, debido a su mayor punto de ebullición. Cuando se han formado suficientes peróxidos, pueden formar un cristalino, un precipitado sólido sensible a los golpes en la boca de un recipiente o botella. Pequeñas perturbaciones mecánicas, como el raspado del interior de un recipiente o el desprendimiento de un depósito, el mero hecho de girar el tapón puede proporcionar la energía suficiente para que el peróxido explote o detone. La formación de peróxido no es un problema significativo cuando los disolventes frescos se agotan rápidamente; son más bien un problema en los laboratorios que pueden tardar años en terminar una sola botella. Los usuarios de bajo volumen deben adquirir sólo pequeñas cantidades de disolventes propensos al peróxido, y eliminar los disolventes viejos de forma periódica.
Para evitar la formación de peróxidos explosivos, los éteres deben almacenarse en un recipiente hermético, lejos de la luz, ya que tanto la luz como el aire pueden favorecer la formación de peróxidos.
Se pueden usar varios tests para detectar la presencia de un peróxido en un éter. Uno es usar una combinación de sulfato de hierro (II) y tiocianato de potasio. El peróxido puede oxidar el Fe2+ ion a un ion Fe3+, que luego forma un complejo de coordinación con el tiocianato de un color rojo profundo.
Los peróxidos pueden eliminarse lavando con sulfato ácido de hierro(II), filtrando a través de alúmina, o destilación de sodio/benzofenona. La alúmina degrada los peróxidos, pero algunos podrían permanecer intactos en ella, por lo que debe eliminarse adecuadamente. La ventaja de utilizar sodio/benzofenona es que también se elimina la humedad y el oxígeno.